# Khágendra Thapa Magar
Khágendra Thapa Magar (nepálsky खगेन्द्र थापामगर; 4. října 1992 – 17. ledna 2020) byl jistou dobu nejmenší žijící člověk na světě a nejmenší pohyblivý muž na světě. V den svých 18. narozenin měřil 67,08 cm a vážil 6,5 kg. 12. června 2011 ho o rekord připravil 59,93 cm vysoký Junrey Balawing z Filipín.

## Životopis
Khágendra Thapa Magar se narodil 14. října 1992 (dle nepálského kalendáře 18. Asoj 2049) v nepálské oblasti Baglung, 200 km od hlavního města Káthmándú. Jeho matkou je Dhana Maya Thapa Magar a jeho otcem Rup Bahádur Thapa Magar. Když se narodil, vážil pouze 600 gramů. V rodné vsi mu pro jeho výšku přezdívali Malý Buddha. Nepálští lékaři se domnívají, že za jeho malý vzrůst může porucha činnosti podvěsku mozkového, ovšem tato diagnóza nebyla nikdy potvrzena. Jinak dle zpráv z roku 2009 netrpěl žádnými zdravotními problémy.
Rodiče s ním cestovali po Nepálu a za poplatek ho ukazovali lidem. Khágendra také vystupoval s taneční skupinou. Podle slov rodičů bylo důvodem tohoto počínání snaha vydělat peníze na jeho vzdělání. Přesto do školy přestal chodit, protože ho tam údajně trápili spolužáci. Kromě toho trpěl poruchami učení.
Jeho rodina založila nadaci Khagendra Thapa Magar Foundation, jejímž cílem bylo dosáhnout oficiálního uznání jeho rekordu. Poprvé rodina kontaktovala redakci Guinnessovy knihy rekordů, když bylo Khágendrovi 14 let, ovšem redakce zápis do knihy odložila až na dobu jeho zletilosti.
Když byl v říjnu 2010 jeho světový rekord uznán, překonal o 6 cm v té době uznávaného žijícího rekordmana Edwarda Hernandeze, přezdívaného Niño, z Kolumbie (70,21 cm). V červnu 2011 však o rekord opět přišel, neboť nejmenším žijícím člověkem se stal tehdy právě dospěvší Junrey Balawing z Filipín (59,93 cm).
Roku 2009 vystoupil Khágendra Thapa Magar v dokumentárním pořadu The World's Smallest Man and Me, odvysílaném britskou televizní společností Channel 4.
Zemřel 17. ledna 2020 na zápal plic ve věku 27 let.